# La dolce ossessione di Debbie
La dolce ossessione di Debbie (Devil in the Flesh 2) è un film canadese-statunitense del 2000 diretto da Marcus Spiegel. È il sequel del film Il fascino del male del 1998.

## Trama
Dopo essere stata fuggita in un istituto psichiatrico, Debbie Strand si reca al college sotto falso nome della studentessa universitaria Tracy Carlay, decidendo di sedurre un insegnante di scrittura Sam Decker,.